# Hospital Bautista Al-Ahli Arabi
El Hospital Árabe al-Ahli (en árabe: المستشفى الأهلي العربي) es un hospital en la ciudad de Gaza. Su sede está ubicada en el barrio de Zeitún, al sur de la ciudad, y está gestionado por la Iglesia Episcopal de Jerusalén. 
Se considera uno de los hospitales más antiguos de la ciudad, ya que fue fundado en 1882 por el reverendo Alexander William (Wilhelm) Schapira, misionero de la Iglesia de Inglaterra, un ruso judío, converso y nacionalizado inglés, merced a una donación del reverendo anglicano John Venn.
En árabe, su nombre significa “Hospital del Pueblo Árabe”.

## Historia
El hospital ha estado en funcionamiento desde 1882 y fue fundado por la Sociedad Misionera de la Iglesia de Inglaterra. El primer doctor contratado por Schapira fue el beirutí Asad Salim. Posteriormente, el hospital fue administrado entre 1954 y 1982 por la Misión Médica de la Iglesia Bautista del Sur, que lo rebautizó como Hospital Bautista de Gaza.  Los doctores estadounidenses Merrill Moore y David Dorr rehusaron evacuar durante la guerra de los Seis Días, y colocaron camas adicionales en el santuario bautista. Desde 1980, el hospital está dirigido por la Iglesia Episcopal de Jerusalén. Cuenta con el apoyo de organizaciones benéficas internacionales como Embrace the Middle East.
El 14 de octubre del 2023, el hospital contaba con ochenta camas y dos quirófanos para atención hospitalaria.

### Guerra en Gaza
El 14 de octubre de 2023, el Centro de Tratamiento de Diagnóstico del Cáncer del hospital fue alcanzado por cohetes, en el marco de la guerra entre Israel y Gaza, lo que hirió a cuatro miembros del personal del hospital y dañó gravemente dos de sus pisos superiores, siendo los departamentos de mamografía y ecografía los más afectados.
Tres días después, la tarde del 17 de octubre, se produjo una explosión en el patio del hospital, en el que miles de palestinos desplazados buscaban refugio, lo que causó un número de muertes sin precedentes, más que cualquier otro evento en Gaza desde que comenzó el conflicto entre Gaza e Israel en 2008. Las bajas reportadas varían dependiendo de las fuentes, en un primer momento el Ministerio de Sanidad de Gaza habló de más de 500 muertos Posteriormente, la Defensa Civil de Gaza situó el número de fallecidos en 300 y el día 18, el viceministro de Sanidad de la Franja, Youssef Abu Al Rish, reportó una cifra de 400 muertos. Ese mismo día, el Ministerio de Salud de Gaza, cifró el número de víctimas mortales en al menos 471 y 28 heridos en estado crítico, además de 314 personas con heridas de diversa consideración. Según Le Monde la cifra de muertos era imposible de verificar de forma independientemente, pero que en un video aparentemente grabado poco después de la explosión, muestra cadáveres en el césped del patio del hospital. Donde se ven al menos quince cuerpos.
La causa de la explosión es discutida. El Ministerio de Salud de Gaza dijo que la explosión fue causada por un ataque aéreo israelí; mientras que las Fuerzas de Defensa de Israel, aseguran que la masacre fue causada por un lanzamiento fallido de cohetes por parte de la Yihad Islámica Palestina. Tanto la Yihad Islámica Palestina como la Autoridad Nacional Palestina acusaron a Israel de ser el perpetrador, las autoridades Israelíes han negado la acusación.
En febrero de 2024, el hospital funcionaba al 30 % de su capacidad y funcionaba al 100 % con energía solar. La Organización Mundial de la Salud llegó a Al-Ahli en marzo de 2024, con suministros para traumatología y combustible. En julio de 2024, el hospital fue cerrado y evacuado por la fuerza, lo que provocó la condena del arzobispo de Canterbury, quien declaró: «Ante el intenso bombardeo israelí, este cierre pone a los heridos y enfermos en un peligro aún mayor».
El 12 de abril de 2025, Israel atacó el Hospital Bautista Al-Ahli Arabi, destruyendo el servicio de urgencias y recepción, y dañando además el laboratorio y la farmacia del centro. Después del ataque el hospital quedó inutilizado. Según funcionarios del hospital, los pacientes fueron evacuados después de que una persona declarara haber recibido una llamada de alguien que se identificó como miembro de las fuerzas de seguridad israelíes poco antes del ataque. Al menos tres personas, incluido un niño de 12 años, murieron debido a la evacuación. Las Fuerzas de Defensa de Israel (FDI) y el Shin Bet afirmaron que habían atacado un centro de mando de Hamás sin aportar pruebas y acusaron a Hamás de utilizar instalaciones médicas para sus operaciones. Tras el bombardeo, la Oficina de Información de Gaza publicó en Telegram una lista de treinta y cinco hospitales, incluido el Hospital al Ahli, que las fuerzas israelíes habían atacado desde el inicio del conflicto.